# Olympische Sommerspiele 1968/Teilnehmer (Malaysia)
| Gelbes Symbol für Goldmedaillen mit stilisierten Olympischen Ringen | Graues Symbol für Silbermedaillen mit stilisierten Olympischen Ringen | Braundes Symbol für Bronzemedaillen mit stilisierten Olympischen Ringen |
| ------------------------------------------------------------------- | --------------------------------------------------------------------- | ----------------------------------------------------------------------- |
| —                                                                   | —                                                                     | —                                                                       |

Malaysia nahm an den Olympischen Sommerspielen 1968 in Mexiko-Stadt mit einer Delegation von 31 männlichen Athleten an 14 Wettkämpfen in vier Sportarten teil. Ein Medaillengewinn gelang keinem der Athleten. Fahnenträger bei der Eröffnungsfeier war der Leichtathlet Nashatar Singh Sidhu.

## Teilnehmer nach Sportarten

### Gewichtheben
- Eun Tin Loy
Leichtgewicht: 18. Platz

- Leong Chim Seong
Halbschwergewicht: 19. Platz

### Hockey
- 15. Platz
Ho Koh Chye
Francis Belavantheran
Sri Shanmuganathan
Michael Arulraj
Kunaratnam Alagaratnam
Ameen-ud-Din bin Mohamed Ibrahim
Joseph Johnson
Savinder Singh
Arumugam Sabapathy
Yang Siow Ming
Koh Hock Seng
Harnahal Singh Sewa
Koh Chong Jin
Shamuganathan Jeevajothy
Rajaratnam Yogeswaran
Kuldip Singh Uijeer
Loong Whey Pyu

### Leichtathletik
Männer
- Mani Jegathesan
100 m: im Viertelfinale ausgeschieden
200 m: im Halbfinale ausgeschieden
4-mal-100-Meter-Staffel: im Halbfinale ausgeschieden

- Rajalingam Gunaratnam
200 m: im Viertelfinale ausgeschieden
4-mal-100-Meter-Staffel: im Halbfinale ausgeschieden

- Victor Asirvatham
400 m: im Vorlauf ausgeschieden

- Ramasamy Subramaniam
800 m: im Vorlauf ausgeschieden
1500 m: im Vorlauf ausgeschieden

- Ishtiaq Mubarak
110 m Hürden: im Vorlauf ausgeschieden

- Zambrose Abdul Rahman
400 m Hürden: im Vorlauf ausgeschieden

- Tambusamy Krishnan
4-mal-100-Meter-Staffel: im Halbfinale ausgeschieden

- Ooi Hock Lim
4-mal-100-Meter-Staffel: im Halbfinale ausgeschieden

- Anthony Chong
Weitsprung: 29. Platz

- Nashatar Singh Sidhu
Speerwurf: 23. Platz

### Radsport
- Johari Ramli
Straßenrennen: Rennen nicht beendet

- Ng Joo Pong
Straßenrennen: Rennen nicht beendet